# Bryan Pazdzierz
Bryan Robert Pazdzierz (ur. 22 lutego 1972 r. w Detroit w stanie Michigan) − amerykański kulturysta, mistrz karate, wrestler.

## Życiorys
Urodzony w 1972 roku, ma siostrę Laurę. Posiada korzenie polskie i włoskie. Już jako trzylatek zaczął zajmować się sztukami walki, a w wieku lat sześciu rodzice zapisali go do dziecięcej szkoły walk. Od najmłodszych lat chciał być silny, sprawny i twardy jak jego idol, Bruce Lee. Dorastając, marzył o zbudowaniu „sylwetki superbohatera”, a grono jego autorytetów zasilili kulturyści, Arnold Schwarzenegger i Franco Columbu W 1990 roku ukończył szkołę średnią Utica High School w miejscowości Utica (stan Michigan). Jako licealista pobił szkolny rekord w wyciskaniu sztangi: był w stanie podnieść ciężary o wadze 143 kg. Studiował na uczelni Oakland University w Auburn Hills (specjalności: biznes międzynarodowy, język japoński i kultura Japonii).
Znany pod pseudonimem „The Michigan Monster” (Potwór z Michigan), wyróżnia się olbrzymią, masywną sylwetką, potężną muskulaturą i dużą gęstością mięśni. Kiedy około 2003 roku przyjaciel rzucił Pazdzierzowi wyzwanie, by w ciągu trzynastu, czternastu tygodni podjął morderczy trening siłowy, a następnie wystartował w debiutach kulturystycznych, ten je przyjął. Z około stu dwudziestu kilogramów schudł do dziewięćdziesięciu. W zawodach uplasował się na podium. W czerwcu 2006 zdobył brązowy medal w kategorii wagowej lekkociężkiej podczas zawodów NPC Junior Nationals. Kilkukrotnie zajmował miejsce na podium w trakcie mistrzostw stanu Michigan. W 2010 brał udział w mistrzostwach USA federacji NPC. W kategorii lekkociężkiej przyznano mu piąte miejsce.
W 2012 roku uzyskał kartę profesjonalnego kulturysty. Przyznano mu ją na zawodach NPC Masters Nationals, gdzie uzyskał łącznie trzy medale (złoto i dwa srebra). W lipcu tego roku wystąpił też na mistrzostwach Team Universe i wywalczył srebro w kategorii wagowej ciężkiej mężczyzn powyżej 35 lat. Brał udział w zawodach IFBB Europa Dallas, Toronto Pro i Chicago Pro. Jako kulturystę porównuje się go pod względem sylwetki i muskulatury do mistrzów: Doriana Yatesa i Brancha Warrena.
Jest mistrzem karate, posiada czarny pas siódmego stopnia w tej dziedzinie sztuk walki. Pierwszy stopień mistrzowski zdobył w wieku piętnastu lat Brał udział w wielu mistrzostwach karate, debiutując w roku 1988 i uzyskując potem liczne nagrody. Uhonorowano go ponadto czarnym pasem piątego stopnia w taekwondo, czarnym pasem drugiego stopnia w ju-jitsu, czarnym pasem pierwszego stopnia w iaido.
W czerwcu 2019 roku ukazał się film That Trafficker w reżyserii Bodrula Ahmeda i Abira Mahafuza, w którym Pazdzierz zagrał rolę policjanta-twardziela.
Uprawiał wrestling, mieszane sztuki walki, trenował baseball i piłkę nożną. Z zawodu był pracownikiem ochrony osobistej, szefem ochrony, managerem siłowni. Od 2001 roku jest prezesem związku sportowego Naama Karate Organization. Pracuje jako trener karate; pod jego okiem ćwiczyło około trzydziestu mistrzów w sztukach walki. Ma syna Huntera. Przez trzy lata związany był z profesjonalną kulturystką Colette Nelson.

## Warunki fizyczne
- wzrost: 164 cm[16][17]
- waga w sezonie zmagań kulturystycznych: 90−96 kg[1]
- waga poza sezonem zmagań kulturystycznych: 110−111 kg[1]

## Wybrane osiągnięcia w kulturystyce
- 2004: Central States Bodybuilding Championships, kategoria wagowa ciężka − III m-ce[2]
- 2005: Central States Bodybuilding Championships, kategoria wagowa lekkociężka − IV m-ce[2]
- 2006: Michigan Bodybuilding Championships, federacja NPC, kategoria wagowa lekkociężka − I m-ce[2]
- 2006: Michigan Bodybuilding Championships, federacja NPC, kategoria ogólna − I m-ce[2]
- 2006: Junior Nationals, federacja NPC, kategoria wagowa lekkociężka − III m-ce[6]
- 2009: Michigan Bodybuilding Championships, federacja NPC, kategoria wagowa lekkociężka − II m-ce[7]
- 2010: USA Bodybuilding Championships, federacja NPC, kategoria wagowa lekkociężka − V m-ce[7]
- 2012: Masters Nationals, federacja NPC, kategoria wiekowa powyżej 40 lat, kategoria wagowa lekkociężka − I m-ce[18]
- 2012: Masters Nationals, federacja NPC, kategoria wiekowa powyżej 35 lat, kategoria wagowa lekkociężka − II m-ce[18]
- 2012: Masters Nationals, federacja NPC, kategoria wagowa lekkociężka − II m-ce[7]
- 2012: Team Universe Bodybuilding Championships, federacja NPC, kategoria wiekowa powyżej 35 lat, kategoria wagowa ciężka − II m-ce[7]

## Filmografia
- 2019: That Trafficker jako policjant[11]